# Pekka Tuominen
Pekka Ensio Tuominen, född 14 augusti 1943 i Mariehamn, är en åländsk politiker och organisationsledare.
Tuominen blev diplomekonom 1969 och var sekreterare för den åländska riksdagsmannen 1970–1979. Han tillhörde 1983–1995 Ålands landsting (från 1993 Ålands lagting), där han representerade socialdemokraterna. Han har gjort en viktig insats inom olika handikapporganisationer, nationellt och internationellt. Han blev 1992 ordförande i Ålands handikappförbund, leder från 1995 det riksomfattande Invalidförbundet och utsågs 1998 till ordförande för Nordiska handikappförbundet. Han invaldes 1997 i Nordiska handikapprådet och styrelsen för European Disability Forum samt ingick 2006 i den grupp som inom Förenta nationerna beredde en ny global konvention om handikappfrågor.